# His Master’s Voice

His Master’s Voice Plattenlabel, September 1928

His Master’s Voice (deutsch Die Stimme seines Herrn, französisch La Voix de son Maître, italienisch La voce del padrone, spanisch La Voz De Su Amo, portugiesisch A Voz do Dono) ist der weltweit bekannte Markenname verschiedener Plattenlabel.

## Geschichte
Der Name und das dazugehörige Logo gehen auf den Maler Francis Barraud zurück, der 1898 seinen Hund Nipper beim Lauschen eines Edison-Phonographen porträtiert hatte. Die unter anderem durch Emil Berliner neu gegründete Gramophone Company kaufte ihm das Bild inklusive der Verwertungsrechte im Jahr 1899 für insgesamt 100 Pfund ab, um es in ihren Zeitungsannoncen zu verwenden. Bedingung war allerdings, dass der ursprünglich dargestellte Edison-Phonograph durch ein Berliner-Grammophon übermalt wurde, was auch geschah. Dieses Originalgemälde bildet bis heute den Blickfang der Eingangshalle des Hauptfirmengebäudes in Hayes. Weitere 15 ähnliche Werke wurden noch geordert, wovon sich eines heute in Wien im denkmalgeschützten Plattengeschäft des 1924 gegründeten Plattenlabels Gramola befindet.
Anfang 1902 trat die Gramophone Company in Verhandlungen mit der Victor Talking Machine Company in den Vereinigten Staaten, bei denen die Zusammenarbeit auf unterschiedlichsten Gebieten vereinbart wurde, auch hinsichtlich des Markensymbols, das nun auch die Labels der Victor Talking Machine Company zierte.

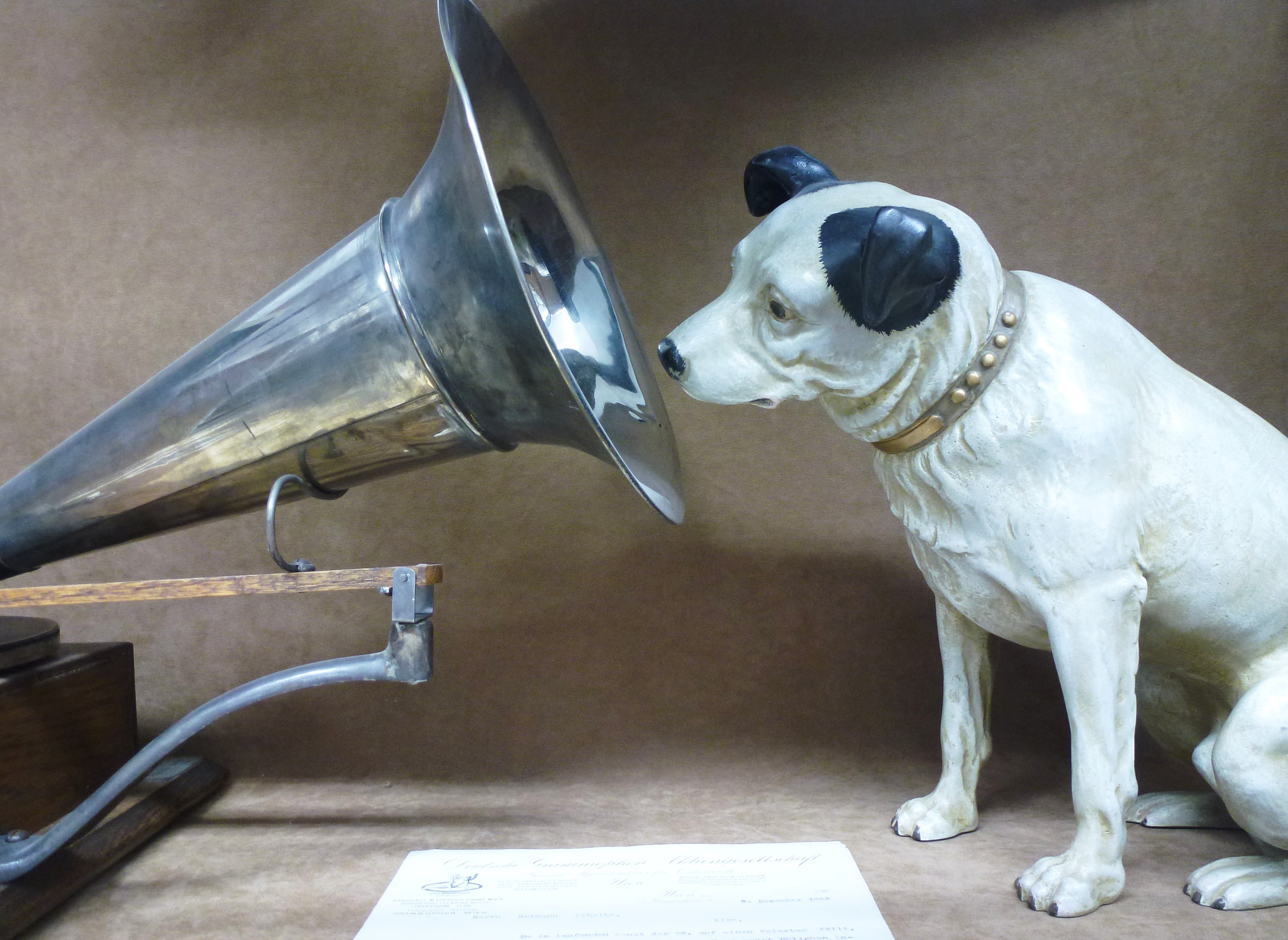
„His Master’s Voice“ im Phonomuseum „Alte Schule“

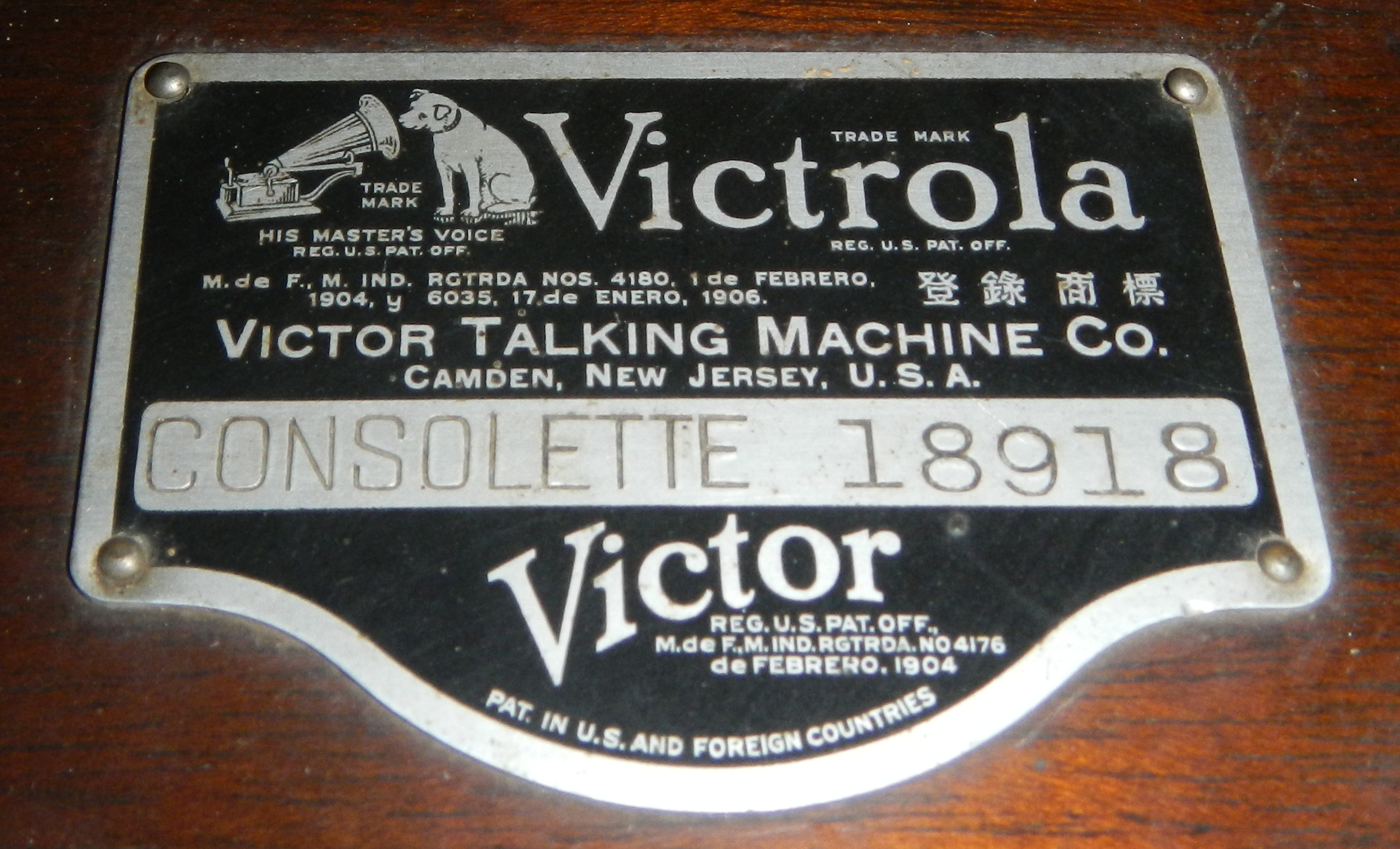
Typenschild eines Grammophons „Victrola“ der Victor Talking Machine Company von 1925. Links oben der Hund vor dem Grammophon-Schalltrichter.

Zunächst wurde das Logo in Anzeigen verwendet. Ab 1903 ist seine Verwendung auf den charakteristischen Blechdöschen, in denen Grammophonnadeln, in Sets mit um die 100 Nadeln, verfügbar waren, belegt. Das Logo wurde in der Folge so populär, dass die Gramophone Company den Namen ihres Plattenlabels Gramophone Records im Jahr 1909 in „His Master’s Voice“ änderte und es damit fortan auch auf den Platten selbst im Schriftfeld auf der Mitte sowie an vielen weiteren Stellen zu finden war. Der Name spielt darauf an, dass der Hund angeblich der Stimme seines verstorbenen Herrchens lauscht. Diese Darstellung wurde aber später dementiert.
Emil Berliner hatte sich 1900 auch für die von ihm mit gegründete Deutsche Grammophon Gesellschaft das Warenzeichen „His Master’s Voice“ und Nipper als Werbemotiv gesichert, insbesondere um damit den amerikanischen Markt zu bedienen. 1924 verkaufte Berliner die Amerika-Rechte an dem Warenzeichen an die Victor Talking Machine Company, die 1929 in der RCA aufging. Obwohl in Form von RCA Records das gesamte Musikgeschäft im Gegensatz zum Rest des Unternehmens 1986 an Bertelsmann verkauft wurde, wurde die Thomson-Gruppe, zu der RCA-Victor seitdem gehört, Rechteinhaber des Warenzeichens für den amerikanischen Kontinent. Ein letztes Andenken an diese erste Phase der Plattenindustrie in Deutschland ist ein Standbild von Nipper vor der früheren Firmenzentrale der Deutschen Grammophon in Hannover.
In Europa und den Commonwealth-Ländern gingen die Rechte an dem Warenzeichen „His Master’s Voice“ auf die 1931 gegründete EMI über, die Nachfolgerin der Gramophone Company/HMV. EMI benutzte das Logo seit 2001 bis zu ihrer Zerschlagung 2011 wieder als Cover-Motiv ihrer CD-Serie Nipper Collection mit Wiederveröffentlichungen älterer Klassik-Aufnahmen. Auch die Plattenladenkette HMV, die aus der EMI Group hervorging und in Großbritannien zu den Marktführern zählt, steht in der Tradition dieses Warenzeichens.
In Japan blieben die Rechte bei der Victor Company of Japan (JVC), der ehemaligen japanischen Tochter von Victor Talking Machine Company.